# Thomas Brunner (Politiker)

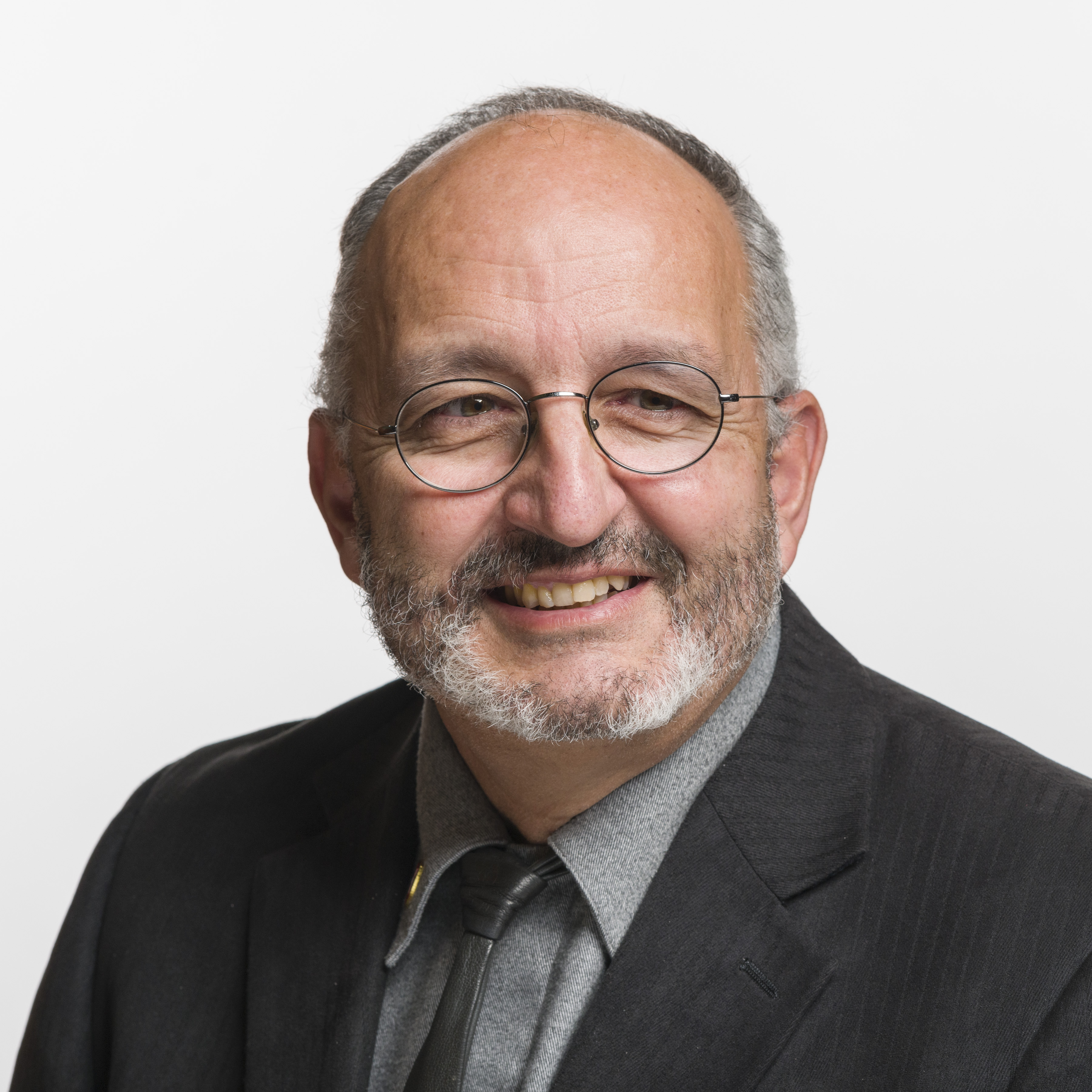
Thomas Brunner (2019)

Thomas Brunner (* 25. Juli 1960 in St. Gallen; † 15. Mai 2025; heimatberechtigt in Valendas) war ein Schweizer Politiker (GLP). Er war von 2019 bis 2023 Nationalrat.

## Persönliches und Beruf
Brunner wuchs in St. Gallen als Sohn eines Schadeninspektors und einer Journalistin auf. Er studierte in den 1980er Jahren Naturwissenschaften, Geographie und Biologie in Bern. Das Studium schloss er mit einer Diplomarbeit in der angewandten Klimatologie ab. Brunner wohnte 17 Jahre lang in Bern, wo er in der Privatwirtschaft im Umweltengineering arbeitete. Danach war er von 2003 bis 2015 als Lufthygieniker im St. Galler Kantonsamt für Umwelt beschäftigt.
Brunner wohnte dann in St. Gallen.

## Politische Laufbahn
Gemäss eigenen Angaben wurde Brunner in der Jugend von Persönlichkeiten wie der Berner Regierungsrätin Leni Robert und dem St. Galler Volkswirtschaftsprofessor Hans Christoph Binswanger beeinflusst. Brunner war Gründungsmitglied und war von 2009 bis 2020 Vorstandsmitglied der Grünliberalen Stadt St. Gallen. Ebenfalls von 2009 und bis 2020 war er Mitglied des St. Galler Stadtparlaments, wo er von 2017 bis 2019 der Fraktion der Grünliberalen vorstand. Ab 2019 war er Vorstandsmitglied der Grünliberalen Kanton St. Gallen und der Grünliberalen Schweiz.
Nach drei erfolglosen Kandidaturen in den Jahren 2007, 2011 und 2015 wurde Brunner bei den Schweizer Parlamentswahlen 2019 in den Nationalrat gewählt. Seine Wahl galt als Überraschung. Er wurde am 2. Dezember 2019 vereidigt. Im Nationalrat war er Mitglied in der Kommission für Wissenschaft, Bildung und Kultur. Bei den Wahlen 2023 trat er nicht mehr an.